# Епархия Ла-Дорады-Гвадуаса

Герб епархии Ла-Дорады-Гвадуаса

Епархия Ла-Дорады-Гвадуаса (лат. Dioecesis Aureatensis-Guaduensis) — епархия Римско-Католической церкви с центром в городе Ла-Дорада, Колумбия. Епархия Ла-Дорады-Гвадуаса входит в митрополию Манисалеса. Кафедральным собором епархии Ла-Дорады-Гвадуаса является церковь Пресвятой Девы Марии Кармельской.

## История
29 марта 1984 года Римский папа Иоанн Павел II выпустил буллу «Quod iure», которой учредил епархию Ла-Дорады-Гвадуаса, выделив её из епархий Барранкабермехи, Факатативы и архиепархии Манисалеса.

## Ординарии епархии
- епископ Fabio Betancur Tirado (29.03.1984 — 15.10.1996) — назначен архиепископом Манисалеса;
- епископ Óscar Aníbal Salazar Gómez (5.06.1999 — по настоящее время).

## Источник
- Annuario Pontificio, Libreria Editrice Vaticana, Città del Vaticano, 2003, ISBN 88-209-7422-3
- Булла Quod iure